# Kumi Naidoo
Kumi Naidoo (Durban, 1965) è un attivista sudafricano, ex direttore esecutivo dell'organizzazione non governativa ambientalista Greenpeace, di cui è stato il primo direttore di origine africana. Il 21 dicembre 2017 è stato nominato segretario generale del movimento globale per i diritti umani Amnesty International.
Dopo aver combattuto l'apartheid in Sud Africa negli anni settanta e ottanta, a fianco all'organizzazione Helping Hands Youth Organisation, Naidoo ha guidato campagne per il rispetto dei diritti umani e per combattere la povertà; è stato segretario generale dell'alleanza internazionale Global Call to Action Against Poverty (GCAP) e dal 1998 al 2008 di Civicus, altra alleanza internazionale per la partecipazione civile. Ha condotto la Global Call for Climate Action, network di più di 400 organizzazioni no-profit impegnate su temi ambientalisti, di assistenza, religiose, sindacali, scientifiche e altre.

## Primo attivismo
Essendo nato a Durban, in Sud Africa, Naidoo si trovò impegnato nella lotta contro l'apartheid sin dall'età di 15 anni, quando fu espulso da scuola.
Era impegnato in organizzazioni di quartiere, lavoro giovanile nella comunità e mobilitazione delle masse contro il segregazionismo. È stato arrestato diverse volte, variamente accusato di violazione delle norme contro la sobillazione delle masse, disobbedienza civile e violazione dello stato di emergenza. Datosi alla latitanza, espatriò in Inghilterra e ottenne una borsa Rhodes all'Università di Oxford, presso la quale conseguì un dottorato in sociologia politica.

## Dopo l'apartheid
Dopo la liberazione di Nelson Mandela nel 1990, Naidoo rientrò in Sud Africa per lavorare alla legalizzazione dell'African National Congress, per promuovere campagne per l'alfabetizzazione degli adulti e per l'educazione civica (con riferimento alle modalità di esercizio del diritto di voto); è stato anche il fondatore e il direttore esecutivo della South African National NGO Coalition.

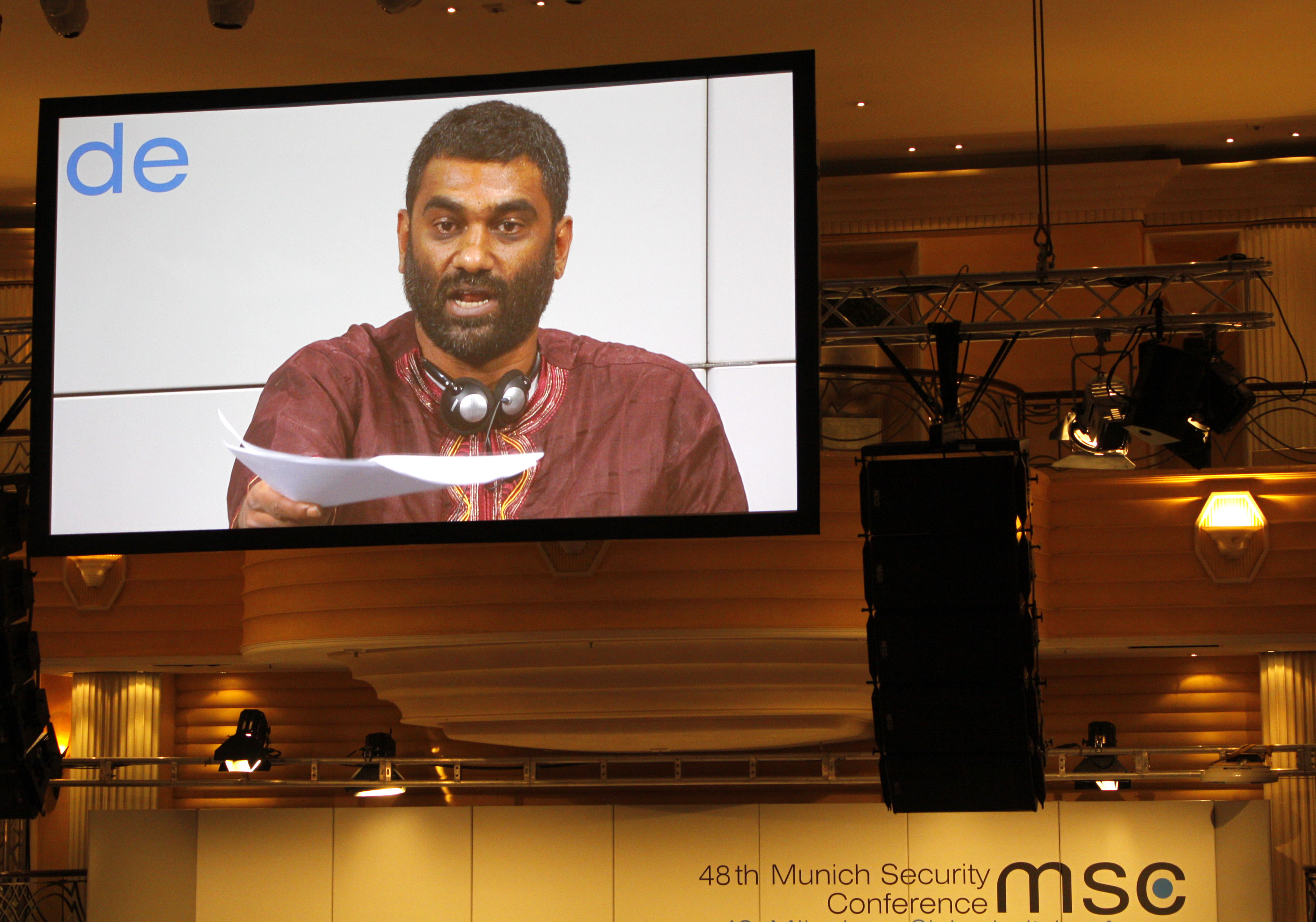
Kumi Naidoo sui maxi-schermi alla 48ª Security Conference di Monaco di Baviera, nel 2012

## Il ruolo in Greenpeace
Naidoo è entrato in Greenpeace nel 2009, attratto dall'inclinazione dell'organizzazione per l'azione e la disobbedienza civile; ha dichiarato di aver visto per sé, in essa, un possibile ruolo di promotore di alleanze e di agente di cambiamento. Si è fatto conoscere per il suo coinvolgimento di azioni nell'Artico contro le compagnie Shell e Gazprom ed i loro progetti di trivellazione sotto la banchisa approfittando dello scioglimento dei ghiacci: nell'agosto 2012 ha occupato per 15 ore, insieme ad un gruppo di volontari della stessa organizzazione, la piattaforma Prirazlomnaya della Gazprom nel Mare della Pečora. Un anno prima, nel giugno 2011, aveva passato quattro giorni in un carcere della Groenlandia per aver scalato una piattaforma petrolifera della Cairn Energy nell'ambito della campagna di Greenpeace "Go Beyond Oil" (Al di là del petrolio); era stato poi estradato in Danimarca, dove era stato trattenuto qualche tempo, per essere poi rilasciato nei Paesi Bassi, ad Amsterdam.

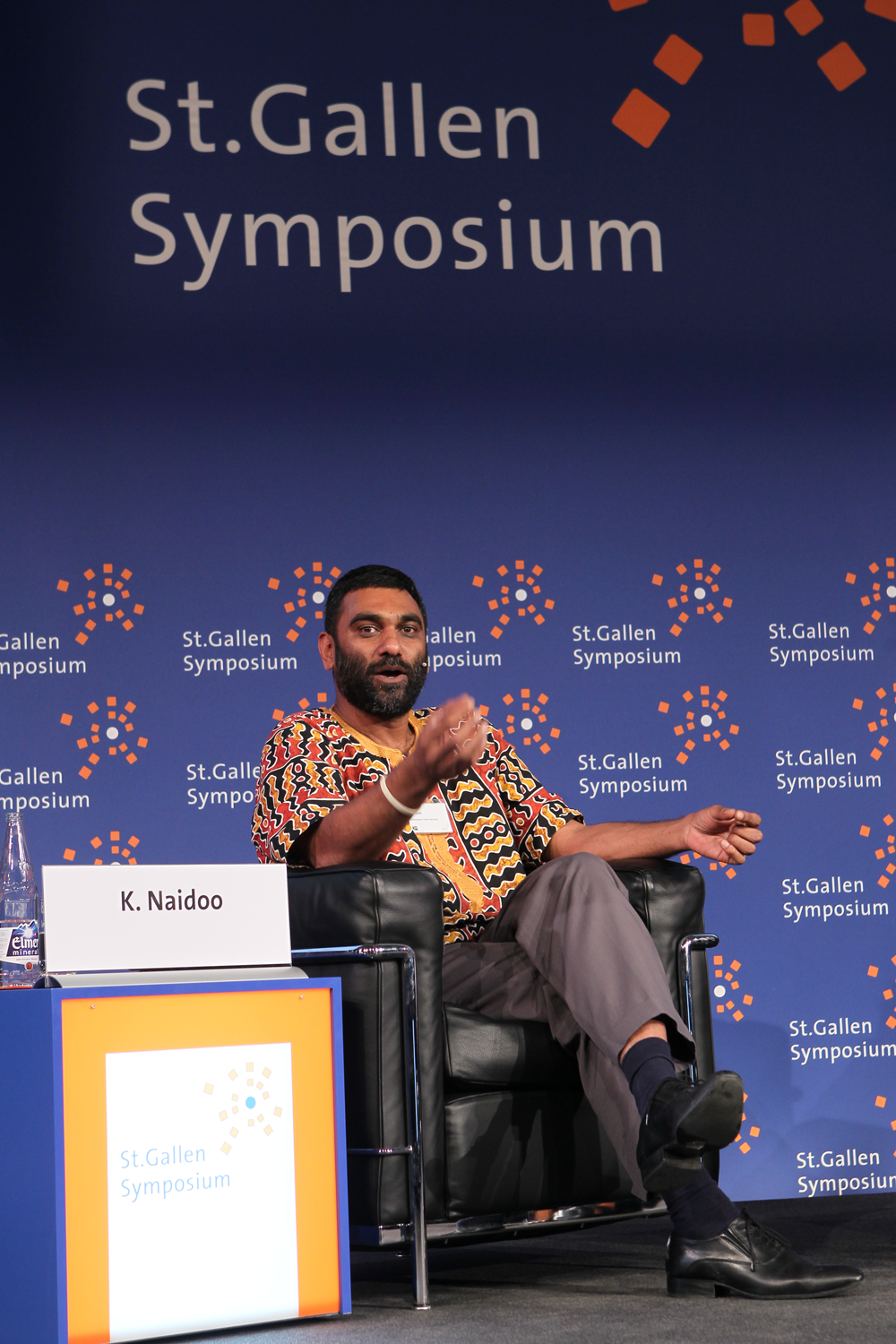
Kumi Naidoo al Simposio di San Gallo del 2012

Naidoo ha manifestato critiche riguardanti il fallimento di enti come il World Economic Forum,, che non è riuscito ad andare oltre una semplice istanza di "salvataggio del sistema", di "protezione e manutenzione del sistema", anziché proporre una "riprogettazione del sistema". Il direttore di Greepeace usa il WEF per amplificare messaggi ambientalisti da far pervenire ai leader politici e per fare lobbying a favore di pratiche commerciali "verdi" e di modifiche sostanziali nel comparto dell'energia; e mentre, durante gli incontri del 2013 del WEF a Davos, Naidoo simpatizzava con i rappresentanti delle élite economiche mondiali, nello stesso momento gli attivisti di Greenpeace bloccavano una stazione di servizio della Shell proprio fuori dall'albergo alpino in cui si tenevano gli incontri, chiedendo al gigante petrolifero statunitense di rinunciare ai suoi progetti di trivellazione nell'Artico.
Naidoo partecipa ai negoziati che si intrattengono presso le Nazioni Unite promuovendo proposte che rivolge ai governanti per il taglio delle emissioni nocive e per dirigersi con decisione verso le energie rinnovabili come strumento per evitare catastrofici cambiamenti climatici.